# Schwarzmoos (Gemeinde Gampern)
Schwarzmoos ist eine Ortschaft in der oberösterreichischen Gemeinde Gampern im Bezirk Vöcklabruck.

## Geographie
Das Dorf Schwarzmoos erstreckt sich in Nord-Süd-Richtung auf rund 400 Meter, in Ost-West-Richtung auf rund 600 Meter (bezieht man die Geschäftsstelle der RAG ein auf über 1,2 Kilometer). Schwarzmoos liegt über drei Kilometer nördlich des Gemeinde-Hauptortes Gampern, etwa drei Kilometer südöstlich von Neukirchen an der Vöckla und etwa dreieinhalb Kilometer nordwestlich von Timelkam. Schwarzmoos ist eine der nördlichsten Ortschaften der Gemeinde Gampern und liegt unmittelbar an der Westbahn, einer der wichtigsten überregionalen Eisenbahnstrecken in Österreich. Die Ortschaft liegt im Vöcklatal auf rund 460 m ü. A. und wird nach Süden hin vom Dellacher Forst begrenzt. Schwarzmoos gehört zur Raumeinheit Vöckla-Agertal.

### Nachbarortschaften
| Dachschwendau (Gemeinde Neukirchen a. d. V.) | Fischhamering | Jochling (Gemeinde Neukirchen a. d. V.) |
| Pöring                                       | Kompass       | Stöfling (Gemeinde Timelkam)            |
| Unterheikerding                              | Baumgarting   | Baumgarting                             |

## Geschichte
Der Name Schwarzmoos leitet sich von Schwarzes Moos, also der Bezeichnung für ein Moor her. Durch das Josefinische Lagebuch ist ein Gebäudestand von zwölf Gebäuden im Jahr 1788 belegt. Die Mehrzahl der Einwohner waren zu diesem Zeitpunkt Arbeiter mit Nebenerwerbslandwirtschaft. Bis in die 1930er-Jahre wurde zudem im namensgebenden Moor, welches östlich der Ortschaft an der Gemeindegrenze zu Timelkam liegt, Torf gefördert und an das Kraftwerk der OKA (heute Energie AG Oberösterreich) in Timelkam verkauft. Das Moor wurde durch Förderung und Verbauung weitestgehend trockengelegt.
Bis in die 1960er-Jahre gab es in Schwarzmoos ein Krämergeschäft, bis in die 1970er-Jahre zudem auch ein Wirtshaus.
Schwarzmoos gehörte von 1788 an zur Pfarre Oberthalheim (heute Gemeinde Timelkam).

## Wirtschaft
Die Ortschaft wird nachhaltig durch die Land- und Forstwirtschaft geprägt, auch wenn viele der ehemaligen Nebenerwerbsbetriebe nicht mehr bestehen. Zudem gibt es in Schwarzmoos drei Tischlereibetriebe, die in den Jahren 1883, 1920 und 1988 gegründet wurden. Die Rohöl-Aufsuchungs AG (RAG) betreibt im östlichen Teil der Ortschaft eine Bohr- und Geschäftsstelle.

## Infrastruktur
Die Gemeindestraße nach Gampern wurde in den 1950er-Jahren errichtet, davor gab es keine direkte Verbindung zwischen Schwarzmoos (und dem restlichen Teil des Vöcklatals) und Gampern. Durch Schwarzmoos beziehungsweise das Vöcklatal verlaufen Erholungs-Radwege.
Ungefähr einen Kilometer westlich von Schwarzmoos liegt die Haltestelle Neukirchen-Gampern an der Westbahn-Strecke, die ins Nahverkehrsnetz der ÖBB (REX und R) Richtung Linz und Salzburg eingebunden ist. 